# 馬克斯韋爾·佩瑞·科頓
馬克斯韋爾·佩瑞·科頓（Maxwell Perry Cotton，2000年5月7日—）是美國的一位童星。他最著名的作品是在電視劇兄弟姐妹中飾演Cooper Whedon角色。他的弟弟Mason Vale Cotton也是一位演員。科頓在六歲時就開始演戲。

## 外部連結
- 馬克斯韋爾·佩瑞·科頓在互联网电影资料库（IMDb）上的資料（英文）
- 官方网站